# 克羅斯維爾 (伊利諾伊州)
克羅斯維爾（英語：Crossville）是位於美國伊利諾伊州懷特縣的一個村落。

## 地理
克羅斯維爾的座標為38°09′47″N 89°04′00″W / 38.16306°N 89.06667°W，而該地最高點為海拔高度121米（即397英尺）。

## 人口
根據2010年美國人口普查的數據，克羅斯維爾的面積為1.66平方千米，當中陸地面積為1.66平方千米，而水域面積為0.00平方千米。當地共有人口745人，而人口密度為每平方千米448人。